# Concerto Moon
Concerto Moon est un groupe de power metal et metal néo-classique japonais, originaire de Tokyo. 

## Biographie
Le groupe est formé en 1996, et publie son premier album studio, Fragments of the Moon, la même année.
En 2013, ils effectuent la tournée Black Flame. En avril 2015, le groupe annonce un changement de formation. Le guitariste Norifumi Shima et le chanteur Atsushi Kuze sont rejoints par le bassiste Shigeharu Nakayasu (Marge Litch), le claviériste Aki (Jack Rose) et l'ancien batteur du groupe Onmyon Atsushi Kawatsuka. Ils annoncent également l'enregistrement d'une suite à l'album Black Flame (2013). Ils annoncent ensuite la sortie de leur onzième album Between Life and Death le 16 septembre au label Happinet Corporation. En avril 2016, ils prennent part au Between Life and Death Tour vol.2, au 「Pure Rock Japan Live ～Extra vol.4～」 et au At the End of the Year ～Between Life and Death Tour Final～.

## Membres

### Membres actuels
- Norifumi Shima - guitare (depuis 1996)
- Shigeharu Nakayasu - basse (depuis 2015)
- Atsushi Kawatsuka - batterie (depuis 2015)
- Wataru Haga - chant (depuis 2018)
- Ryo Miyake - claviers (depuis 2018)

### Anciens membres
- Takao Ozaki - chant (1996- 1999)
- Osamu Harada - clavier (1996- 1997)
- Nobuho Yoshioka - batterie (1996)
- Kosaku Mitani - guitare basse (1996- 2003, 2009, 2012- 2014)
- Ichiro Nagai - batterie (1997- 2001)
- Toshiyuki Koike - claviers (1998- 2009)
- Takashi Inoue - chant (2000- 2011)
- Junichi Sato - batterie (2002- 2003)
- Takanobu Kimoto - basse (2004- 2009)
- Shoichi Takeoka - batterie (2004)
- Toshiyuki Sugimori - basse (2009- 2011)
- Masayuki Osada - batterie (2007- 2015)
- Aki - clavier (2013- 2014 comme invité, officiellement depuis 2015)
- Atsushi Kuze - chant (2011- 2018)

## Discographie

### Albums studio
- 1997 : Fragments of the Moon
- 1998 : From Father to Son
- 1999 : Rain Forest
- 2001 : Gate of Triumph
- 2002 : Destruction and Creation (album de reprises)
- 2003 : Life on the Wire
- 2004 : After the Double Cross
- 2005 : Decade of the Moon (coffret)
- 2008 : Rise from Ashes
- 2010 : Angel of Chaos
- 2011 : Savior Never Cry
- 2013 : Black Flame
- 2015 : Between Life and Death
- 2017 : Tears of Messiah
- 2019 : Ouroboros
- 2020 : Rain Fire

### Albums live
- 1997 : Live Concerto
- 1997 : The End of the Beginning
- 2003 : Live: Once in a Life Time
- 2011 : Live for Today, Hope for Tomorrow

### EP
- 1999 : Time to Die
- 2004 : Concerto Moon
- 2014 : Live and Rare

### Vidéos
- Live 1999 and More - The End of Beginning (VHS, 2000) (DVD, 2003)
- Live - Once in a Life Time (DVD, 2003)
- Live Concerto - The Movie (DVD, 2008)
- Live from Ashes (DVD, 2009)